# زمین‌لرزه ۱۹۴۶ قرقیزستان
زمین‌لرزه قرقیزستان  در تاریخ ۲ نوامبر ۱۹۴۶ میلادی، برابر با ‎۱۱ آبان ۱۳۲۵، ساعت ۱۸:۲۸:۲۵ به زمان یوتی‌سی در قرقیزستان رخ داد. بزرگی آن ۷٫۳ در مقیاس Mw اعلام شده‌است. زمین‌لرزه به وقت محلی در روز یکشنبه، ساعت ۰ روی داده و منطقه زمانی آن یوتی‌سی +۶ بوده‌است .
سازمان زمین‌شناسی آمریکا نیز جای این زمین‌لرزه را در مختصات ۴۱°۳۰′شمالی ۷۲°۳۰′شرقی / ۴۱٫۵°شمالی ۷۲٫۵°شرقی و بزرگی آنرا برابر با ۷٫۶ در مقیاس ریشتر اعلام کرده‌است. ژرفای گزارش شده از سوی این سازمان ۳۵ کیلومتر می‌باشد.